# Резерв Берегової охорони США
Резерв Берегової охорони США (англ. United States Coast Guard Reserve) — резервний компонент Берегової охорони США. Організується, забезпечується, комплектується, навчається, тренується та застосовується під керівництвом коменданта Берегової охорони через помічника коменданта з резерву.

## Призначення
Основним призначенням Резерву Берегової охорони США є комплектування, підтримання, забезпечення та тренування особового складу, підрозділів та окремих структур визначеного виду Збройних сил США з метою їхньої готовності до забезпечення безпеки плавання в територіальних водах, надання допомоги судам (літакам), що зазнали лиха, несення служби розвідки погоди, охорони рибальства, боротьби з контрабандою. У воєнний час є одночасно резервом ВМС і можуть залучатися для боротьби з підводними човнами, прикриття прибережних морських комунікацій і узбережжя, участі в обороні акваторій, баз, портів і якірних стоянок, виконання інших завдань.
Резерв Берегової охорони США заснований 23 червня 1939 року як цивільна допоміжна складова Берегової охорони. Проте, 19 лютого 1941 року у відповідності до Акту Конгресу ця структура була перейменована на Допоміжні сили Берегової охорони США, до неї увійшли цивільні компоненти, а військові складові отримали назву Резерву Берегової охорони.
Резервісти Берегової охорони зазвичай проходять службу два дні на місяць, та до 15 днів активної служби на тренуваннях і зборах протягом року.